# Pronectria ochrolechiae
Pronectria ochrolechiae är en lavart som först beskrevs av R.Sant. (ined. Pronectria ochrolechiae ingår i släktet Pronectria, och familjen Bionectriaceae. Arten är reproducerande i Sverige.